# James Mercer (Musiker)

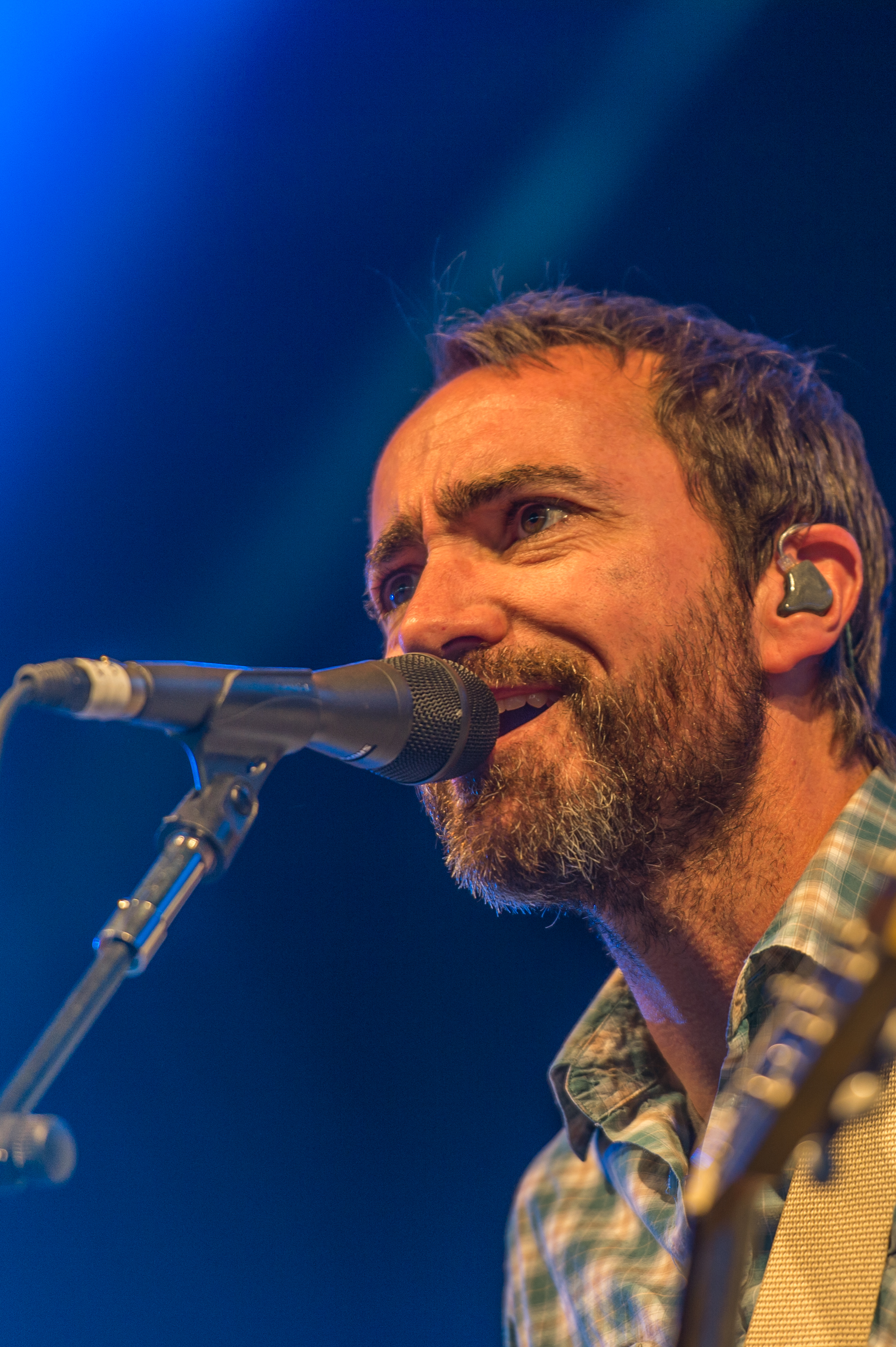
James Mercer (2012)

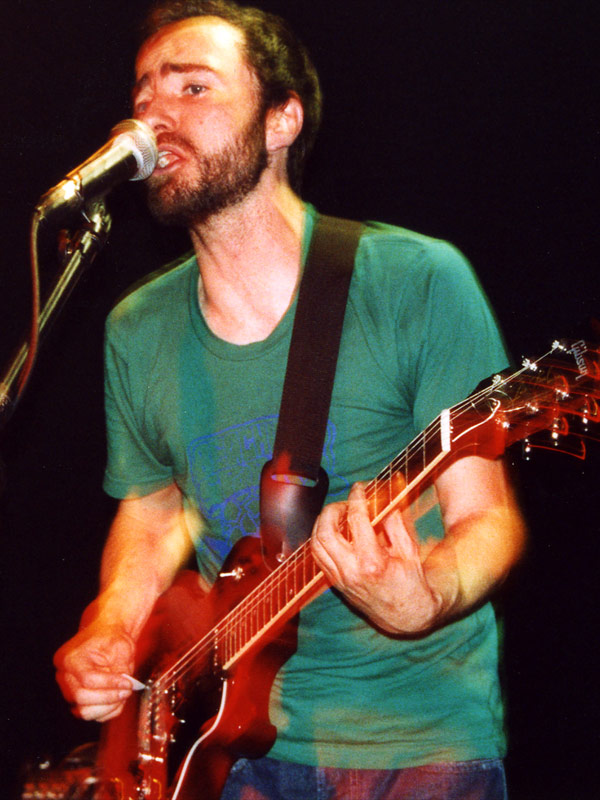
James Mercer (2004)

James Russell Mercer (* 26. Dezember 1970 in Honolulu) ist ein US-amerikanischer Indie-Pop-Musiker, der in erster Linie als Frontmann der Band The Shins aus Albuquerque, New Mexico bekannt ist.

## Leben
Da Mercers Vater in der United States Air Force arbeitete, zog seine Familie oft um. Mercer wuchs in Deutschland und dem Vereinigten Königreich auf. Im Alter von 15 Jahren begann er in England mit dem Klavierunterricht.
In den frühen 1990er Jahren kehrte er in die Vereinigten Staaten zurück, wo er in der Band Blues Roof Dinner spielte. 1992 gründete Mercer mit dem Schlagzeuger Jesse Sandoval, dem Keyboarder Marty Crandall und dem Bassisten Neal Langford die Band Flake Music. Ihr Album When You Land Here, It's Time to Return erhielt gute Kritiken und brachte der Band Auftritte als Vorband von Modest Mouse und Califone ein.
1999 gründete Mercer in Albuquerque, New Mexico die Band The Shins. Nach ersten Erfolgen mit The Shins löste sich Flake Music im gleichen Jahr auf. Im Jahr 2002 zogen die Bandmitglieder nach Portland, Oregon, um.
Neben The Shins ist Mercer auch als Solokünstler aktiv. Beim Roskilde-Festival 2004 lernte Mercer den US-amerikanischen DJ und Produzenten Brian Burton alias DJ Danger Mouse kennen. Gemeinsam mit Burton produziert Mercer ab März 2008 erste Musikstücke. Ihr gemeinsames Projekt Broken Bells wurde im September 2009 angekündigt. Das Debütalbum Broken Bells erschien im März 2010 und erreichte in den Vereinigten Staaten, Großbritannien, Deutschland, Österreich und der Schweiz die Albumcharts.
Auf dem 2007 erschienenen Album We Were Dead Before the Ship Even Sank von Modest Mouse übernahm er bei drei Stücken die Backing Vocals: Florida, Missed the Boat und We've Got Everything.
2010 übernahm James Mercer eine Hauptrolle in Matt McCormicks Film Some Days are Better Than Others. 2011 hatte James Mercer einen Gastauftritt in der Comedy-Serie Portlandia als Bandmitglied von Echo Echo (Folge 5/1).